# CSF Group-Navigare/Saison 2009
Mannschaft und Erfolge des Team CSF Group-Navigare in der Saison 2009.

## Erfolge

### Erfolge in der UCI Europe Tour
Bei den Rennen der UCI Europe Tour im Jahr 2009 gelangen dem Team nachstehende Erfolge.
| Datum       | Rennen                                     | Kat. | Sieger             |
| ----------- | ------------------------------------------ | ---- | ------------------ |
| 14. Februar | 2. Etappe Giro della Provincia di Grosseto | 2.1  | Marco Frapporti    |
| 4. April    | 5. Etappe Settimana Ciclistica Lombarda    | 2.1  | Domenico Pozzovivo |
| 4. April    | Hel van het Mergelland                     | 1.1  | Mauro Finetto      |
| 12. April   | 1. Etappe Presidential Cycling Tour        | 2.1  | Mauro Finetto      |
| 17. April   | 6. Etappe Presidential Cycling Tour        | 2.1  | Mauro Finetto      |
| 19. Juli    | Giro della Provincia Reggio-Calabria       | 1.1  | Fortunato Baliani  |

## Mannschaft

### Zugänge – Abgänge
| Zugänge            | Team 2008         | Abgänge                          | Team 2009               |
| ------------------ | ----------------- | -------------------------------- | ----------------------- |
| Umberto Nardecchia | Ceramica Flaminia | Francesco Tomei                  | Lampre-N.G.C.           |
| Alessandro Bisolti | Neoprofi          | Julio Pérez Cuapio               | Canel’s Turbo Mayordomo |
| Michele Gaia       | Neoprofi          | Andrea Pagoto                    | Team Corratec           |
| Alan Marangoni     | Neoprofi          | Matteo Priamo                    | Dopingsperre            |
| Marcello Pavarin   | Neoprofi          | Maximiliano Richeze (bis 31.08.) | Unbekannt               |
| Simone Stortoni    | Neoprofi          |                                  |                         |
| Enrico Zen         | Neoprofi          |                                  |                         |

### Kader
| Name                      | Geburtstag        | Nationalität |
| Fortunato Baliani         | 6. Juli 1974      | Italien      |
| Alessandro Bisolti        | 7. März 1985      | Italien      |
| Guillermo Rubén Bongiorno | 29. Juli 1978     | Argentinien  |
| Federico Canuti           | 30. August 1985   | Italien      |
| Tiziano Dall’Antonia      | 26. Juli 1983     | Italien      |
| Mauro Finetto             | 10. Mai 1985      | Italien      |
| Marco Frapporti           | 30. März 1985     | Italien      |
| Michele Gaia              | 27. August 1985   | Italien      |
| Alan Marangoni            | 16. Juli 1984     | Italien      |
| Umberto Nardecchia        | 11. Mai 1981      | Italien      |
| Marcello Pavarin          | 22. Oktober 1986  | Italien      |
| Domenico Pozzovivo        | 30. November 1982 | Italien      |
| Mauro Richeze             | 7. Dezember 1985  | Argentinien  |
| Filippo Savini            | 2. Mai 1985       | Italien      |
| Simone Stortoni           | 7. Juli 1985      | Italien      |
| Enrico Zen                | 2. Februar 1986   | Italien      |